# Začarani krug
Začarani krug – szesnasty studyjny album jugosłowiańskiej piosenkarki Lepej Breny. Płyta ukazała się 20 lipca 2011 roku nakładem wytwórni Grand Production. Album jest promowany podczas trasy koncertowej Začarani krug. 

## Lista utworów
| Nr | Tytuł utworu        | Słowa                      | Muzyka                                  | Długość |
| -- | ------------------- | -------------------------- | --------------------------------------- | ------- |
| 1. | „Metak sa posvetom” | Antonija Šola, Petar Grašo | Petar Grašo                             | 4:45    |
| 2. | „Biber”             | Marina Tucaković           | Željko Joksimović                       | 4:05    |
| 3. | „Ne bih ja bila ja” | Dejan Ivanović             | Željko Joksimović                       | 4:13    |
| 4. | „Još sam živa”      | Darija Marić               | Perica Zdravković                       | 3:18    |
| 5. | „Briši me”          | Fayo, Hari Varešanović     | Fayo, Hari Varešanović                  | 4:09    |
| 6. | „Stakleno zvono”    | Dragan Brajović            | Dragan Brajović                         | 4:03    |
| 7. | „Valja se”          | Marina Tucaković           | Kiki Lesendrić                          | 4:13    |
| 8. | „Ćutim k'o stvar”   | Marina Tucaković           | Kiki Lesendrić                          | 3:58    |
| 9. | „Uradi to”          | Marina Tucaković           | Aleksandar Perišić Romario, Atelje Trag | 4:28    |
|    |                     |                            |                                         | 37:12   |

## Wideografia
- Metak sa posvetom – reżyseria: Dejan Milićević[1]
- Biber – reżyseria: Dejan Milićević[2]
- Ne bih ja bila ja – reżyseria: Dejan Milićević[3]
- Briši me – reżyseria: Dejan Milićević[4]
- Stakleno zvono – reżyseria: Dejan Milićević[5]
- Uradi to – reżyseria: Dejan Milićević[6]

## Twórcy
- Lepa Brena – śpiew
- Ivana Čabraja, Jadranka Krištof – wokal wspierający (piosenki 1, 5, 6, 7, 8)
- Dragan Brnas, Vladimir Pavelić – wokal wspierający (piosenka 1)
- Ivana Peters – wokal wspierający (piosenka 9)
- Srđan Marković – gitara akustyczna (piosenki 5, 7, 8), buzuki (piosenka 7), šargija (piosenka 7)
- Petar Trumbetaš – gitara akustyczna (piosenka 6), gitara elektryczna (piosenki 2, 6), buzuki (piosenka 2)
- Miro Asotić – gitara akustyczna (piosenka 5)
- Vasilije Stanković – gitara akustyczna (piosenka 4), gitara elektryczna (piosenka 4)
- Kiki Lesendrić – gitara elektryczna (piosenka 7), instrumenty klawiszowe (piosenka 7)
- Vlada Negovanović – gitara elektryczna (piosenka 5), miks (piosenki 4, 5, 7, 8)
- Nikša Bratoš – gitary (piosenka 1), saz (piosenka 1), miks (piosenka 1), produkcja muzyczna (piosenka 1)
- Miroslav Tovirac – gitara basowa (piosenki 4, 5, 6, 7, 8)
- Željko Joksimović – akordeon (piosenki 2, 3), perkusja (piosenki 2, 3), fortepian (piosenka 3), miks (piosenki 2, 3)
- Milan Vučetin, Zoran Bukarski Brica – tambura (piosenka 3)
- Tijana Milošević – skrzypce (piosenki 4, 6)
- Dobrica Vasić – skrzypce (piosenka 3)
- Vladimir Milenković – akordeon (piosenka 7)
- Zoran Kiki Caušević – perkusja (piosenki 4, 5, 6, 7, 8)
- Petar Radmilović – bębny (piosenki 4, 6)
- Nebojša Brdarić – kaval (piosenki 4, 6), duduk (piosenki 4, 6)
- Perica Kaluđerović – fortepian (piosenka 4), instrumenty klawiszowe (piosenka 4), inżynier dźwięku (piosenka 4)
- Oliver Ereš  – saksofon (piosenka 5), puzon (piosenka 5)
- Antonio Geček – trąbka (piosenka 5)
- Predrag Milanović – instrumenty klawiszowe (piosenka 5)
- Nikola Miljković – instrumenty klawiszowe (piosenka 8)
- Siniša Kokerić – inżynier dźwięku (piosenki 2, 3), miks (piosenki 2, 3), programowanie (piosenka 3)
- Dejan Abadić – miks (piosenka 2), produkcja muzyczna (piosenka 2)
- Boris Gavrilović – inżynier dźwięku (piosenki 4, 5)
- Marina Knežević – opracowanie graficzne

- Nebojša Babić – fotografie[7]